# USS Albacore (AGSS-569)
«Альбакор» (USS Albacore, AGSS-569) — экспериментальная скоростная дизель-электрическая подводная лодка (AGSS) ВМС США, построенная в 1953 году. Отличалась корпусом принципиально новой формы, впоследствии нашедшей применение при строительстве подводных лодок многих стран. Породила термин «альбакоровский корпус».
Дизель-электрическая подводная лодка «Альбакор» была создана для исследования различных вопросов атомного подводного кораблестроения и, в первую очередь, кардинального улучшения гидродинамических качеств подводных лодок США. В аэродинамической трубе и опытовом бассейне было испытано более 25 различных моделей. Затем был разработан проект лодки с проектной подводной скоростью 25 узлов.
За годы службы подводная лодка прошла несколько серьёзных модернизаций. Так, классическое кормовое оперение с горизонтальным рулём направления и вертикальным рулём глубины было заменено на Х-образное. В 1959 году «Альбакор» оснастили усовершенствованным гидролокатором с пластиковым обтекателем и ограничителями глубины погружения. В 1961 году на подводной лодке были установлены соосные гребные винты противоположного вращения, каждый из которых приводился в движение своим электромотором. Установка соосных винтов потребовала изменить конструкцию гребного вала и всей кормовой оконечности подводной лодки. В 1962 году свинцово-кислотная аккумуляторная батарея была заменена на серебряно-цинковые аккумуляторы повышенной ёмкости.
К 1972 году дизель-генераторы лодки вышли из строя. Их замена на новые требовала кардинальной переделки лодки, а потому дорогостоящий ремонт решили не делать. «Альбакор» был выведен в резерв, а впоследствии выкуплен и восстановлен группой энтузиастов и установлен на берегу в качестве мемориала недалеко от военно-морской верфи «Портсмут».

## История проектирования
К 1943 году союзники значительно усилили возможности своих противолодочных сил. В ответ на это немецкие конструкторы были вынуждены совершенствовать конструкции подводных лодок. В новых условиях подводная скорость лодки стала важнее надводной скорости и новые немецкие лодки XXI серии были разработаны исходя из этого. Если ранее подводные лодки имели клиперский нос, обеспечивавший высокую скорость надводного хода, а также развитую надстройку с множеством выступающих частей (орудия, леерное ограждение и т. п), то новые немецкие лодки имели округлые обводы носовой части и более обтекаемую надстройку. Новые субмарины также получили электрические батареи большей ёмкости и устройство для работы дизелей под водой (РДП) шнорхель. За счёт этих нововведений значительно возросла скорость и автономность в подводном положении. После войны союзники получили в своё распоряжении сами лодки и документацию на них. У американцев было много современных подводных лодок и они пока не хотели строить новые. Поэтому, ориентируясь на немецкий опыт, США разработали программу по модернизации существующих субмарин (программа GUPPY). Начинавшаяся вскоре «Холодная война» потребовала создания принципиально новых подводных лодок. Ещё в 1945 году американский лейтенант-командер Чарльз Хендрикс (Charles N. G. Hendrix) сформулировал требования к будущим скоростным подводным лодкам:
- гребной винт с низким уровнем кавитации
- перенос гребного винта за кормовые рулевые поверхности
- радикально новая форма корпуса
- установка кингстонов на цистерны главного балласта
- двух- или трехкорпусная конструкция
- автоматический контроль глубины погружения
- автоматическое управление
- двойные вертикальные рули с установкой одного руля сверху
- установка горизонтальных рулей в носу и корме
- отказ от прочной боевой рубки
- создание боевого информационного центра
- минимизация числа забортных отверстий в прочном корпусе

В конце 1940-х годов в США велись работы по созданию атомных силовых установок и нетрадиционных анаэробных двигателей. Их применение на подводных лодках должно было позволить достичь большой автономности и высоких подводных скоростей. Так, на пятом подводном симпозиуме (англ. Fifth Underwater Symposium) отмечалось, что если силовую установку мощностью 67 000 л. с., легко умещающуюся на эсминце водоизмещение 3000 тонн, установить на 3000-тонную лодку, то она достигнет скорости в 50 узлов (92,6 км/ч). Для успешного создания скоростных лодок возникла острая необходимость проведения научно-изыскательские работы по выработке обводов корпуса и способа управления лодкой на высоких скоростях.
Решение проблем гидродинамики и управления велось на базе опытового бассейна имени Дэвида Тэйлора (англ. David Taylor Model Basin). До того исследование сопротивления подводной лодки на высоких скоростях не проводилось вообще. 8 июля 1946 года Кораблестроительное бюро выдало задание опытовому бассейну на проведение испытаний моделей для отработки формы корпуса высокоскоростной подводной лодки, известных как «Серия 58». Испытания ряда моделей должны были выявить фундаментальные факторы, влияющие на сопротивление. 26 июля того же года Кеннет Дэвидсон (Kenneth S. M. Davidson), руководитель гидродинамической секции Комитета по подводному вооружению (hydrodynamics panel of the Committee on Undersea Warfare) рекомендовал капитану Гарольду Сандерсу, руководителю испытательного центра, вместо улучшения обводов существующих субмарин начать с чистого листа и рассмотреть совершенно новые обводы корпуса. С точки зрения формы корпуса наиболее близкими аналогами подводных лодок считались дирижабли, поэтому рассматривались модели в виде тел вращения с различным формами носовой и кормовой частей и различным соотношение длины к диаметру. Секретный доклад с результатами испытаний моделей, получивших обозначение «Серия 58», был опубликован в апреле 1950 года. Согласно выводам доклада наиболее эффективным был корпус с соотношением длины к ширине, равным 6,8, имевший плавное сужение в задней его части. Приемлемыми характеристиками также обладали корпуса с соотношением длины к ширине в диапазоне от 5 до 9. Также допустимым считалось использование корпуса цилиндрической формы, более выгодного с точки зрения внутренней компоновки.

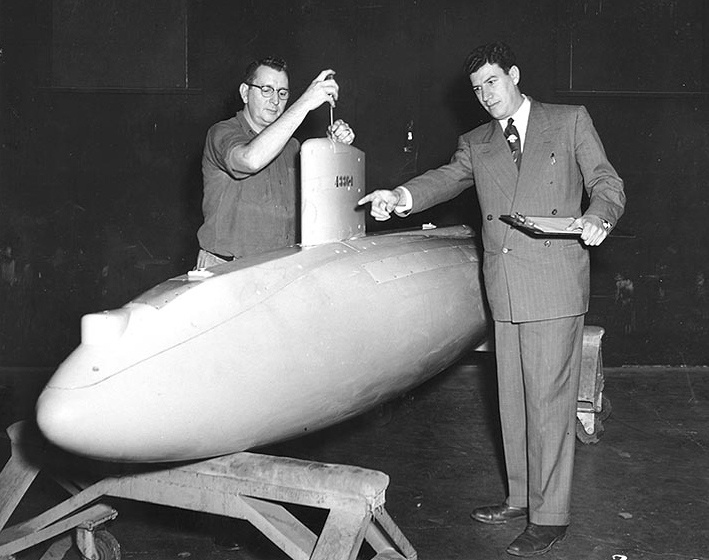
Старший военно-морской архитектор Мортон Гертлер руководит приборостроителем Карсоном В. Кодлом в подготовке модели подводной лодки для дальнейших испытаний в модельном бассейне Дэвида Тейлора, Кардерок, Мэриленд, 1 марта 1956 года

Дополнительные исследования показали, что лучшие пропульсивные качества достигаются при использовании одновинтовой схемы. Но ни одно из этих исследований не помогло решить проблемы управляемости лодки на высоких скоростях хода. В 1949 году группа экспертов по гидродинамике подводных аппаратов комитета по подводному вооружению (Panel on the Hydrodynamics of Submerged Bodies of the Committee on Undersea Warfare, National Academy of Sciences) предложило флоту построить экспериментальную подводную лодку — морской эквивалент экспериментальных самолётов серии «Х»(. В течение нескольких последующих лет группа офицеров флота под руководством заместителя командующего флотом по подводному вооружению (Assistant Chief of Naval Operations for Undersea Warfare) контр-адмирала Чарльза Б. (Швед) Момсена (Charles B. (Swede) Momsen) настойчиво продвигала идею создания экспериментальной высокоскоростной подводной лодки, завершившуюся постройкой подводной лодки AGSS 569 «Альбакор».
«Альбакор» создавался в первую очередь как опытовая подводная лодка для отработки новых конструкционных решений. Бытовало мнение, что высокая подводная скорость «Альбакора» сделает невозможным применение по нему существующих видов вооружений. Исходя из этого ещё одной задачей «Альбакора» стало использование его в качестве скоростной мишени для испытаний и совершенствования перспективного противолодочного вооружения.
Предложение обеспечить переменную форму корпуса и рулей поддержано не было. Экспериментальная подлодка должна была быть быстрее лодок программы GUPPY и в идеале развивать 25-узловую скорость, как проектируемые ПЛ с анаэробным двигателем и атомные. Проектирование «Альбакора» шло под непосредственным контролем Момсена, который дал конструкторам полную свободу творчества. Скорость нужно было обеспечить любой ценой, даже за счёт снижения других тактико-технических характеристик.
Корпус радикально новой конструкции был предложен в проектном отделе Бюро кораблестроения доктором Дэвидсоном, профессором Технологического института им. Стивенса, и Джоном Нидермэйером (John C. Niedermair). Корпус представлял собой тело вращения, по форме напоминающее дирижабль. Такой выбор был не случаен, так как, несмотря на разницу в плотности воздуха и морской воды, основные параметры их течения сходны. В отработке формы корпуса приняла участие британский ученый Хильда Лайон, создатель формы дирижабля R-101. На основе этих проработок была создана 30-футовая (9,15 м) модель субмарины, которую затем продули в аэродинамической трубе НАСА на авиабазе Лэнгли в Хэмптоне в штате Виргиния.
Для обеспечения максимальной скорости была выбрана форма корпуса как у самой идеальной модели из Серии 58 — тело вращения без цилиндрических участков, с сужением в оконечностях. Единственный винт находился на оси вращения и приводился во вращение двухъякорным 7500-сильным электродвигателем фирмы «Вестингауз». Так как предполагалось использование в качестве мишени, лодка была выполнена по двухкорпусной схеме. Для минимизации размеров ограждения рубки от установки шноркеля отказались. Все выдвижные устройства были сведены в одну многоцелевую выдвижную мачту, что стало затем стандартом для американских ПЛ.
«Альбакор» был разработан с возможностью аварийного всплытия при затоплении одного из отсеков. Единственный способ для обеспечения этого требования, при столь большом диаметре корпуса — максимально уменьшить длину отсеков. В качестве двигателей надводного хода и дизель-генераторов для зарядки батарей были взяты два дизельных двигателя General Motors 16-338 с горизонтальным расположением цилиндров. По сравнению с двигателями традиционной схемы они обеспечивали значительную экономию веса и пространства. Силовая установка могла управляться одним человеком, так как все системы управления были сконцентрированы в одном месте. На предыдущих типах субмарин клапаны системы продувания балластных цистерн находились в разных отсеках, на «Альбакоре» всё свели к нажатию одной кнопки, что также в дальнейшем стало стандартом.
Для экономии места было принято управление лодкой самолётного типа с одним оператором. Силовая установка, особенно аккумуляторы, были настолько тяжелы, что пришлось экономить на весе прочного корпуса. При изготовлении из обычной высокопрочной стали рабочая глубина погружения составила бы 500 футов. Чтобы увеличить её, прочный корпус был изготовлен из сплава HY-80 — так называемой «низкоуглеродистой» высокопрочной стали. Использование HY-80 обеспечило глубину погружению в 600 футов, что, правда, всё равно было меньше стандартных для флота США в то время 700 футов. Прочностные испытания масштабной модели также показали что существующие методики расчёта прочности использовать нельзя и требуется разработка новых.
Корпус в виде тела вращения оказался динамически устойчивым на всех скоростях. При этом ПЛ быстрее погружалась и была более маневренной по курсу. Для сравнения субмарины программы GUPPY и типа «Тэнг» были не устойчивы по глубине на скоростях свыше 8 узлов, так как плоская палуба надстройки начинала играть роль «горизонтальных рулей». «Альбакор» был лишен этой проблем и должен был ответить на вопрос насколько устойчивым должно быть управление скоростной субмарины. Также требовал ответа вопрос должна ли лодка быть свободна в манёвре или она должна быть защищена от несанкционированного «подныривания» на глубинах близких к рабочим, ведь при дифференте на нос в 30° подводная лодка на 30-узловой скорости могла погрузиться на 500 футов всего за 20 секунд. Для проведения экспериментов в этой области система управления «Альбакора» была спроектирована с отключаемой защитой. Высокая курсовая маневренность была настолько ценна, что приходилось жертвовать защитой от случайного «подныривания» при манёвре по глубине. Позднее на «Альбакоре» пришлось установить щиты для замедления скорости при несанкционированном «нырке» при манёвре по глубине. Как и на германских скоростных ПЛ времен Второй мировой войны, управление лодкой осуществлялось одним человеком. Субмарина была настолько похожа по своему поведению на подводный «самолет», что операторы сначала тренировались в управлении дирижаблем. На ранних стадиях испытаний обнаружились трудности удержания на курсе на высокой скорости из-за резкой реакции на перекладку рулей. Рулевой также нуждался в новых приборах, таких как указатель изменения скорости погружения, чтобы понимать, что лодка вышла из «пикирования». «Альбакор» также был оснащен авторулевым с аналоговым компьютером, который помогал «сглаживать» манёвры.

## Конструкция

ПЛ Albacore (AGSS-569), эскиз модернизации по фазе 1

Корпус лодки в сечении был максимально приближен к окружности. Соотношение длины к ширине составляло 7,5 : 1. Носовая часть была округлой, корма имела коническую форму, а центральная часть представляла собой тело вращения. Рубка имела обтекаемую форму, а с корпуса было максимально убрано всё, что могло увеличить турбулентность обтекающего потока воды — орудия, кнехты, леера и т. п. В ранних проектах при надводном водоизмещении 1600 т лодка должна была иметь длину 45,73 м и ширину 9,15 м, но затем длина была увеличена до 62,2 м (204 фута), ширина уменьшена до 8,23 м (27 футов). Надводное водоизмещение уменьшилось до 1517 т. Прочный корпус впервые изготавливался из высокопрочной стали HY-80 (HY — high-yield strength steel; закалённая и отпущенная мартенситная сталь с пределом текучести не менее 80 тысяч фунтов на квадратный дюйм (552 МПа)) — так называемой «низкоуглеродистой» высокопрочной стали (HTS), и обеспечивал рабочую глубину погружения в 600 футов. Легкий корпус и внутренние конструкции были выполнены из HTS. В центральной части прочный корпус имел диаметр 6,4 м (21 фут), на 1,2 м больше чем у типа «Тэнг». Это практически соответствовало принятой в США высоте трёх палуб.
Первоначально планировалась установка электродвигателя мощностью 4000 л. с., с которым лодка могла бы развить максимальную скорость 27,4 узла. В окончательном варианте был установлен 7500-сильный электродвигатель. Его питала свинцово-кислотная аккумуляторная батарея состоящая из 500 элементов. Заряда батареи хватало на движение на полном ходу в течение 30 минут или на скорости 21,5 узла в течение часа. Для зарядки батареи использовались дизель-генераторы. Два дизеля с горизонтальным расположением цилиндров General Motors 16-338, развивали мощность по 1000 л. с. при частоте вращения 1600 об/мин. Дизель был объединен с электрическим генератором в единый блок и представлял собой дальнейшее развитие модели 16-184А, удачно зарекомендовавшей себя во время Второй мировой войны в качестве двигателя малых противолодочных кораблей. 16-цилиндровый двигатель имел вертикально расположенный вал и четыре ряда по четыре цилиндра, расположенные под углом в 90° между собой. Четыре ряда цилиндров укладывались друг на друга в стопку. Такие же дизели в количестве четырёх штук применялись на ПЛ типа «Тэнг». По сравнению с дизелями традиционной схемы они занимали значительно меньше места. Но на лодках типа «Тэнг» они были достаточно быстро заменены на дизели обычной схемы. На этих лодках двигатели проявили себя капризными в эксплуатации и сложными в обслуживании. Масло, часто протекавшее из цилиндров, тут же попадало на расположенный внизу электрогенератор. А из-за высокой частоты вращения двигатель был подвержен сильным вибрациям, а развиваемый шум достигал величины в 140 децибел. «Альбакор» оснащался автоматизированной системой управления самолётного типа — с «джойстиками».
Лодка оснащалась одиночным гребным винтом диаметром 11 футов и расположенными за ним рулями большой площади. Оснащение большими рулевыми поверхностями привело к неожиданным эффектам. Худшим сюрпризом было возникновение резкого крена при повороте. Когда ПЛ поворачивала в подводном положении, рубка начинала играть роль своего рода «гидрокрыла». Действующая на неё гидродинамическая сила при повороте кренила лодку в сторону поворота. В этот момент и рубка и вертикальный руль, кроме поворота, частично начинали играть роль горизонтальных рулей, заставляя лодку погружаться. Из-за этого эффекта любой поворот в подводном положении неизбежно сопровождался незапланированным «нырком» лодки. Чем больше была скорость, тем сильнее проявлялся этот эффект. Для его компенсации на задней кромке ограждения рубки был установлен дополнительный вертикальный руль, занимавший 12,5 % его хорды и управляемый рулевым с помощью педалей. При использовании этого руля на рубку действовала значительная гидродинамическая сила. К тому же при одновременном использовании кормового и рубочного вертикальных рулей они играли роль «тормоза». К счастью, рубочный руль редко использовался.
На предыдущих типах ПЛ управление ПЛ осуществлялось тремя людьми. Один рулевой-вертикальщик управлял ПЛ по курсу, и по одному человеку в носу и корме управляли горизонтальными рулями то есть манёвром ПЛ по глубине. На «Альбакоре» отказались от такой схемы, так как она не обеспечивала своевременной реакции на команды при скоростном манёвре. Правда и от управления одним человеком позже отказались, так как оно требовало участие автоматики (компьютера) для координации управления. Флот не был уверен в надежности компьютеров. Поэтому управление «Альбакором» осуществляли два человека. Один управлял субмариной в вертикальной и горизонтальной плоскости (по курсу и глубине). А второй контролировал крен лодки при манёврах.
«Альбакор» не имел торпедного вооружения. Хотя попытки его установить предпринимались даже после постройки, как заметил адмирал Игнейшус «Пит» Галантин:

Если бы было установлено торпедное вооружение, мы получили бы лодку сомнительных боевых качеств, при этом потеряв гибкость и время необходимые для отработки новых конструктивных решений.
Оригинальный текст (англ.)"If the ship was given a torpedo-firing capability we would gain one attack boat of very limited capability and lose flexibility and operational time needed for the exploration of new design concepts".

## Строительство
Проект имел высокую значимость. Поэтому его реализация вместо первоначально запланированного бюджета 1951, перенесли в бюджет 1950 года, за счет программы переоборудования эсминцев типа «Флетчер» в корабли противолодочного эскорта.
Так как лодка в качестве второстепенной задачи должна была стать мишенью для отработки противолодочного вооружения, она получила индекс SST, затем изменённый на AG (SST). В конечном счете лодка получила индекс AGSS и бортовой номер 569. Строительство лодки шло в рамках 1950 бюджетного года на портсмутской военно-морской верфи в Киттери, Мэн. Лодка была заказана 24 ноября 1950 года. Киль заложен 15 марта 1952 года, лодка спущена на воду 1 августа 1953 года и принята в состав ВМС 5 декабря 1953 года.

## Модернизации
«Альбакор» подвергался множеству модернизаций для отработки различных конструктивных и технологических решений. Кроме нескольких небольших модификаций выделяют четыре больших модернизации — фазы (анг phase). Конфигурация в которой подлодка была спущена на воду считается «Фазой 1»(англ. Phase I).

### Фаза 2

ПЛ Albacore (AGSS-569), эскиз модернизации по фазе 2

В 1956—1957 годах лодка прошла модернизацию «Фаза 2» (Phase II). Изначально в модификации «Фаза 1» рули были расположены за одиночным гребным винтом, как на германской лодке Типа XVII. Такая схема расположения рулей очень хорошо работала на малых скоростях и была достаточно эффективной на высоких. На высоких скоростях использовались триммеры, подобные самолётным. В «Фазе 2» рулевые поверхности были вынесены вперед от винта. Похожая схема была использована на ПЛ Холланда и на подлодке S-3 времен Первой мировой войны, но на тот момент была признана неэффективной. Был установлен винт большего диаметра — 14 футов, вместо 11 футового прежнего. Была применена система снижения шумности. Все механизмы и система трубопроводов были звукоизолированы от корпуса резиновыми амортизаторами. Для поглощения вибрации и глушения шума от потока воды все части соприкасающиеся с водой — внешняя поверхность корпуса и внутренние поверхности балластных цистерн, были покрыты специальным пластиком на водной основе — Aquaplas. Была установлена ГАС AN/BQS-4 с пластиковым обтекателем.
В 1958 году были демонтированы отваливаемые носовые горизонтальные рули. Они нужны были в основном для маневрирования на перископной глубине и малых скоростях хода — режимах на которых Альбакор практически не использовался. При этом рули были дополнительным источником сопротивления, а их приводы занимали слишком много места в носовом отсеке. В 1958—1959 годах в рубке, впервые на американской подлодке, была установлена буксируемая антенна. Рубочный руль был зафиксирован в диаметральной плоскости и управление им отключено, так как операторы обнаружили что от эффекта «подныривания» можно избавиться более плавно перекладывая рули.

### Фаза 3
Модернизация Фазы 3 по проекту SCB182 была заложена по бюджету 1959 финансового года и шла с 1957 по август 1961 года. Исходя из практики дирижаблестроения были установлены новые Х-образные кормовые рули. Хвостовое оперение представляло собой две одинаковых пары рулевых поверхностей, размещенных под углом 45° к диаметральной плоскости. При этом они были смещены одна относительно другой, для того чтобы оставить место для приводов и баллера руля. Ожидалось что циркуляции будут более резкими, поэтому снова подключили приводы управлением рубочного руля и увеличили его площадь.
Были установлены устройства для предотвращения резкого «подныривания» лодки. Сзади рубки по окружности корпуса были расположены десять тормозных щитов с гидравлическим приводом. А в верхней части рубки был смонтирован выдвижной тормозной парашют по конструкции сходный с таковым на бомбардировщике B-47. Тормозной парашют не оправдал себя — его сорвало при третьем или четвёртом испытательном погружении.
И хотя эффективность тормозных щитов снижалась из-за того что они крепились к корпусу передней частью и находились в пограничном слое обтекающей воды, вместе с Х-образным кормовым оперением они обещали решить проблему несанкционированного погружения лодки. Для погружения необходимо было скоординированное движение обеих пар рулей, поэтому выход из строя одной из них не приводил к необратимым последствиям. При меньшей вероятности несанкционированного погружения это позволяло осуществлять движение и маневрирование на больших скоростях на глубинах более приближенным к предельным.
Х-образные рули увеличили поворотливость лодки — диаметр тактической циркуляции упал с 300 до 165 ярдов. Для сравнения у серийных лодок типа «Тэнг» эта величина составляла 340 ярдов. Фактически Х-образные управляющие поверхности работали как обычные рули большего размера. Но на серийных лодках Х-образное оперение не стали использовать, в основном из-за того что необходимо было постоянное компьютерное управление, которому не до конца доверяли. Кроме того при эксплуатации Х-образных рулей обострился ряд проблем управляемости. Обычный вертикальный руль частично работал как руль глубины только когда он отклонялся от вертикали при резком крене лодки. Х-образный же всегда был отклонен от вертикали. Также, неожиданно, иногда полностью терялась управляемость при движениях задним ходом в подводном положении.
В 1962 году для испытаний был установлен пассивный сонар системы DIMUS (DIgital MUlti-beam Steering).

### Фаза 4

ПЛ Albacore (AGSS-569), эскиз модернизации по фазе 4

Модернизация «Фаза 4» проводилась в рамках финансирования бюджета 1961 года и длилась с декабря 1962 по февраль 1965 года. На лодку была установлена новая серебряно-цинковая батарея высокой ёмкости. Металл для батареи был передан из запасов министерства финансов США(??)(U.S. Treasury). Новая электролитическая батарея имела большую ёмкость, чем прежняя свинцово-кислотная и для её зарядки требовалось 22 часа работы обоих дизель-генераторов.
Основным нововведением стала установка соосных винтов. Второй винт приводился во вращение 4700-сильным электродвигателем. Первоначально длина лодки выросла до 64,18 м (210,5 фута). При этом расстояние между винтами составляло 3,05 м. В 1965 году после испытаний это расстояние было уменьшено до 2,29 м (7,5 фута) а затем до 2,68 м (8 3/4 фута). Передний винт диаметром 3,25 м (10 2/3 фута) был семилопастным, задний 2,68 м (8 3/4 фута) — шестилопастным. Максимальная скорость возросла до 33 узлов. В феврале 1966 года «Альбакор» установил мировой рекорд подводной скорости.
Для большей безопасности движения на высокой скорости была установлена новая система управления, уменьшающая движения рулевых поверхностей при повышении скорости. Была также установлена новая аварийная гидравлическая система для управления рубочным рулём и пластинчатыми тормозами. Была установлена полуавтоматическая система управления двигательной установкой, по типу авиационной. После аварии «Трешер», во время которой она не смогла продуть балластные цистерны, на «Альбакор» решено была установить экспериментальную систему аварийного продувания балласта с развиваемым давлением 208 кг/см2 (3000 psi). Также была установлена новая ГАС.

### Фаза 5

ПЛ Albacore (AGSS-569), эскиз модернизации по фазе 5

Модернизация по Фазе 5 проводилась с августа 1969 по август 1971 года. Основной целью была установка системы впрыска жидкого полимера в пограничный слой, что должно было значительно уменьшить лобовое сопротивление за счет более ламинарного обтекания. Испытания проводились с сентября 1971 по июнь 1972 года. Система называемая «Проект SURPASS» состояла из баков, насоса и трубопроводов. Система устанавливалась в носовом отсеке. Три «мягких» бака содержали 40 000 галлонов (151 400 литров) полимера смешанного с водой. Смесь выпрыскивалась через отверстия в корпусе и на носу и рубке лодки. В ноябре 1971 года на испытаниях с использованием системы впрыска полимера скорость лодки при равной мощности возрастала на 9 % — при 77 % мощности лодка развила скорость в 21 узел. На данном режиме расхода полимера его хватало на 26 минут работы. Несмотря на успешную работу системы, на серийные лодки она не устанавливалась, так как подводная лодка могла нести лишь ограниченный запас полимера.

### Завершение службы
К 1972 году дизели «Альбакора» пришли в негодность, а запчастей к ним не было. Для замены дизелей была запланирована модернизация по Фазе 6. Новые дизели традиционной конструкции занимали гораздо больше места, поэтому для их установки на лодке необходимо было врезать в среднюю часть корпуса 12-футовую вставку. Такое изменение обводов корпуса значительно увеличило бы сопротивление лодки и снизило её эксплуатационные характеристики, а потому в конечном счете от дорогостоящей модернизации отказались и подводная лодка была выведена в резерв.

## Современный статус

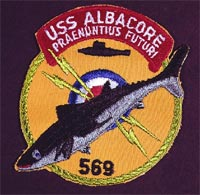
Нашивка Albacore

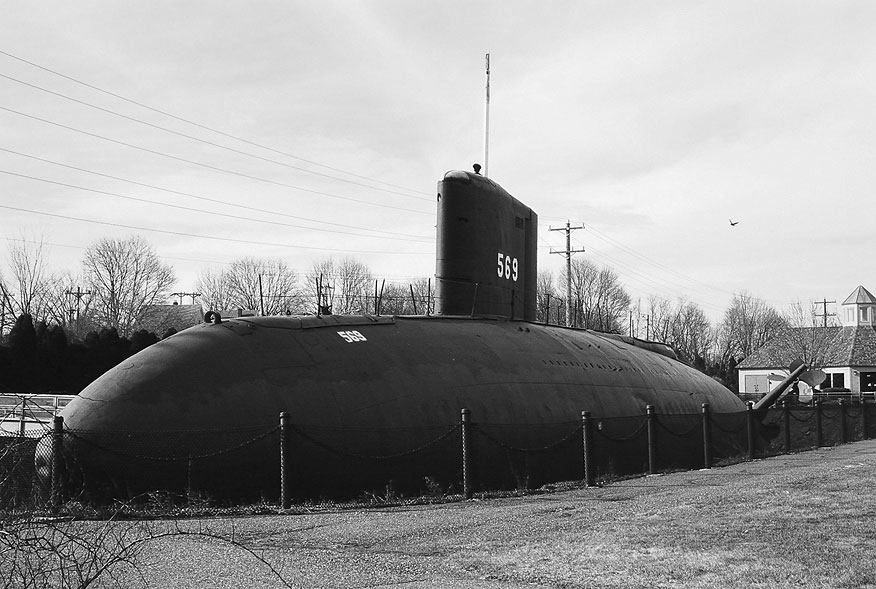
Музейный корабль USS Albacore в 2006 году

После вывода в резерв «Альбакор» был отбуксирован в центр хранения деактивированных кораблей (англ. Inactive Ship Facility) на базе в Филадельфии. В апреле 1980 года командующий флотом писал секретарю флота о том, что флот больше не нуждается в экспериментальной субмарине и предлагал использовать «Альбакор» в качестве мишени. 1 мая 1980 года «Альбакор» был выведен из состава ВМС. Тем временем активист Портсмутского морского товарищества (англ. Portsmouth Marine Society) Джозеф Соутел (англ. Joseph Sawtelle) желая организовать музей, приобрел участок земли и стал искать корабль, который можно было использовать в качестве центральной экспозиции музея. Вицэ-мэр Порстмута, Уильям Киф (William Keefe), предложил ему использовать в этом качестве «Альбакор», стоявший в Филадельфии. Субмарина была небольшой, небоевой и идеально подходила в качества памятника. То, что началось как комитет по возвращению «Альбакора», впоследствии выросло до некоммерческой Портсмутской ассоциации музея подводных лодок (англ. Portsmouth Submarine Memorial Association). Необходимо было собрать деньги, добиться передачи флотом лодки, найти место для её стоянки и определиться со способом доставки.
Участок, приобретенный Соутелом, не подходил для стоянки субмарины, поэтому начались поиски нового места для музея. Подходящего места у берега реки Пискатакуа не нашлось и решено было разместить лодку на суше, на участке в районе пересечения Route 1 By-Pass и Маркет-стрит (англ. Market Street).
Флот не желал вести переговоры о передаче лодки, пока не будет собрана необходимая сумма. Оценочная смета варьировалась в пределах от 600 тысяч до 1,6 миллиона долларов. За счёт частных пожертвований были собраны 400 тысяч долларов. Ещё 758 тысяч дали два крупных дарителя. 300 тысяч были взяты в кредит под залог собственности. Наличие финансов, поддержка общественности и делегация конгрессменов от штатов Мэн и Нью-Гэмпшир убедили секретаря ВМС Джона Лемана помочь этому начинанию. Обе палаты Конгресса утвердили необходимый билль. И 7 ноября 1983 года президент Рональд Рейган утвердил акт о передаче подводной лодки ассоциации.
Флот не смог выделить буксир и в апреле 1984 года буксировку провёл армейский буксир «Окинава». Операция была сложной из-за того, что благодаря обтекаемому корпусу лодка продолжала движение вперёд даже после остановки буксира. Средняя скорость транспортировки редко превышала 5 узлов. Из-за сильного волнения и ветра вместо кружного пути вокруг мыса лодку провели через канал Кейп-Код. Путь длиной в 575 миль лодка прошла за 70 часов.
«Альбакор» пришвартовали у причала № 7 верфи военно-морского резервного центра (англ. Naval Reserve Center) в Портсмуте. С лодки было снято всё секретное оборудование и восстановлена работоспособность указателей глубины, скорости и оборудования цистерн главного балласта. Джином Олмендингером (англ. Gene Allmendinger), профессором военно-морской архитектуры университета Нью-Гемпшира, был разработан проект бетонных опор, на которые должна была быть установлена лодка. Теперь перед энтузиастами возникла другая проблема — как установить лодку на эти опоры. Ведь место вечной стоянки лодки находилось в четверти мили от берега, на высоте 27 футов над уровнем моря.
Было решено использовать конструкцию, аналогичную слипу для спуска на воду судов. С помощью лебедки лодку нужно было вытащить на специальные салазки. Затем по вырытому каналу салазки с лодкой по двум рельсовым направляющим нужно было вытащить на берег и затащить на место установки. При этом необходимо было демонтировать железнодорожную эстакаду и перерыть четырёхполосное шоссе. После получения необходимых разрешений 4 мая 1985 года лодка начало своё движение. Казалось, что все просчитано, но энтузиастов начали преследовать неудачи.
Пролёт железнодорожной эстакады был снят, автострада перекрыта и лодку, дождавшись наибольшего прилива, начали подводить кормой вперёд к салазкам. Но, пройдя несколько сотен метров, «Альбакор» зарылся нижними частями рулей в ил. Пришлось ждать следующего прилива, чтобы продолжить движение. Дождавшись прилива, лодку подтащили к салазкам. Но тут оказалось, что обтекатель винта мешает вытащить лодку на салазки. Решено было развернуть лодку, чтобы двигать её носом вперед. Субмарину развернули, но из-за поломки лебедки пришлось отложить работы. На следующий день лодку завели на салазки и начали вытаскивать. Но, когда лодка полностью вышла из воды, балки салазок под её весом прогнулись и салазки слетели с направляющих. Во время следующего прилива с помощью буксира лодку вытащили обратно к реке. Пока лодка на мели несколько месяцев зарастала илом, строители решали что делать дальше.
Было решено использовать схему, подобную работе шлюзов. Вокруг лодки сооружался коффердам. С помощью мощных насосов в коффердам закачивалась вода, лодка всплывала в нём и подтягивалась к противоположному концу кессона. Здесь лодка переходила в следующий коффердам с более высокими стенками. Опять набиралась вода, субмарина всплывала и протягивалась дальше. В конечном счете за три дня, пройдя через эту систему «шлюзов», лодка зависла над местом своей будущей стоянки. Воду спустили и в 16:30 3 октября 1985 года субмарина заняла своё место.
Был восстановлен перископ, смонтированы обратно винты, корпус очищен и покрашен. Лодка была подключена к береговой электросети, а в борту были проделаны два входа для посетителей. Вокруг лодки был разбит парк, носящий её имя. 30 августа 1986 года «Альбакор» был открыт для посетителей.

## Оценка проекта
Для своего времени «Альбакор», несомненно, был революционным проектом. Так же как немецкие лодки типов XXI и XXIII став вехой на этапе развития подводных лодок. Подводные лодки из «ныряющих» становились по настоящему «подводными». После модернизации по фазе IV с соосными винтами, он по расчётам должен был развивать скорость в 36 узлов. По факту он развил максимальную скорость в 37 узлов, став самой скоростной лодкой на тот момент. По словам его главного конструктора, капитана Гарри Джексона, столь высокую скорость он развил не только благодаря высокой мощности силовой установки, но и за счет ряда технических нововведений:
- соосных винтов противоположного вращения с приводом от индивидуальных электродвигателей;
- кормовых рулевых поверхностей выполненных по Х-образной схеме;
- устранению носовых горизонтальных рулей
- тщательному вниманию к сглаживанию обводов лёгкого корпуса и минимизации отверстий на свободно обтекаемых поверхностях;
- кингстонной конструкции цистерн главного балласта;
- тщательному вниманию ко всем деталям с целью достижения максимальной скорости;
- обеспечению минимально возможного размера ПЛ[25].

Вслед за «Альбакором» с такой же формой корпуса в США были созданы дизельные подводные лодки типа «Барбел» и атомные типа «Скейт». После этого все американские подводные лодки строились с подобными обводами. Вслед за США подобную конструкцию подводных лодок стали использовать и другие страны. Так носовая форма корпуса первой атомной подлодки проекта 627 была выбрана советскими конструкторами с оглядкой на фотографии «Альбакора». Де-факто став стандартом «альбакоровский корпус» (англ. Albacore hull) стал синонимом обтекаемой веретенообразной формы подводной лодки.